# أحداث قلعة الكرك 2016
هجوم الكرك (أو ما يعرف بأحداث قلعة الكرك) هو هجوم مسلح حدث في يوم 18 ديسمبر 2016 عندما قام أفراد يتبعون لتنظيم الدولة الإسلامية بإطلاق النار في قلعة الكرك التاريخية بمدينة الكرك باتجاه أفراد من الأمن والمدنيين واحتجاز بعض الرهائن، أسفر الهجوم عن مقتل عشرة أشخاص، بينهم سبعة رجال أمن وسائحة كندية إلى جانب إصابة 34 شخصا آخرين.
في 20 ديسمبر 2016 تبنى تنظيم الدولة الإسلامية الهجوم. وقال بيان أوردته وكالة أعماق التابعة لتنظيم الدولة إن أربعة من مقاتلي التنظيم نفذوا العملية قبل أن تنتهي بمقتلهم. وذكر البيان أن المنفذين كانوا مزودين بأسلحة رشاشة وقنابل يدوية وقاموا بحسب وصفهم «بالإغارة على تجمعات للأمن الأردني المرتد ورعايا دول التحالف الصليبي» بمدينة الكرك.
تعتبر مثل هذه الهجمات نادرة في الأردن، حيث يصنف الأردن على أنه بلد آمن ويحتل المرتبة 58 من أصل 130 في مؤشر الإرهاب العالمي لعام 2016.

## خلفية الأحداث
كان الأردن عضوا بارزا في التحالف الذي تقوده الولايات المتحدة والذي يقاتل تنظيم الدولة الإسلامية في العراق والشام في العراق وسوريا المجاورتين. ونفذ سلاح الجو الأردني ضربات جوية استهدفت مقاتلي داعش بالإضافة إلى أن الأردن كان يستضيف قوات التحالف على أراضيه. وقد هددت الجماعة البلاد عدة مرات بسبب هجماتها على داعش. وأسرت الطيار معاذ الكساسبة من مواليد الكرك عندما سقطت طائرته في سوريا في ديسمبر 2014 وحُرق معاذ حيا في قفص. ورداً على مقتل الكساسبة، أعدمت السلطات الأردنية السجينين ساجدة مبارك عتروس الريشاوي وزياد خلف رجا الكربولي شنقاً في سجن سواقة في فبراير 2015.

## تفاصيل العملية
بدأت فصول العملية من بلدة القطرانة في محافظة الكرك، حين أبلغ مواطن الأجهزة الأمنية عن وجود رائحة بارود أو غاز غريبة تتسرب من منزل بالبلدة يستأجره شبان من خارج البلدة منذ ثلاثة أشهر تقريبا.

حضرت الأجهزة الأمنية إلى المكان، فبادرهم أفراد الخلية بإطلاق النار، مما أدى إلى إصابة بعض أفراد الشرطة، وبعدها قام أفراد الخلية بسرقة مركبة تعود لأحد المواطنين والإسراع باتجاه مركز محافظة الكرك.

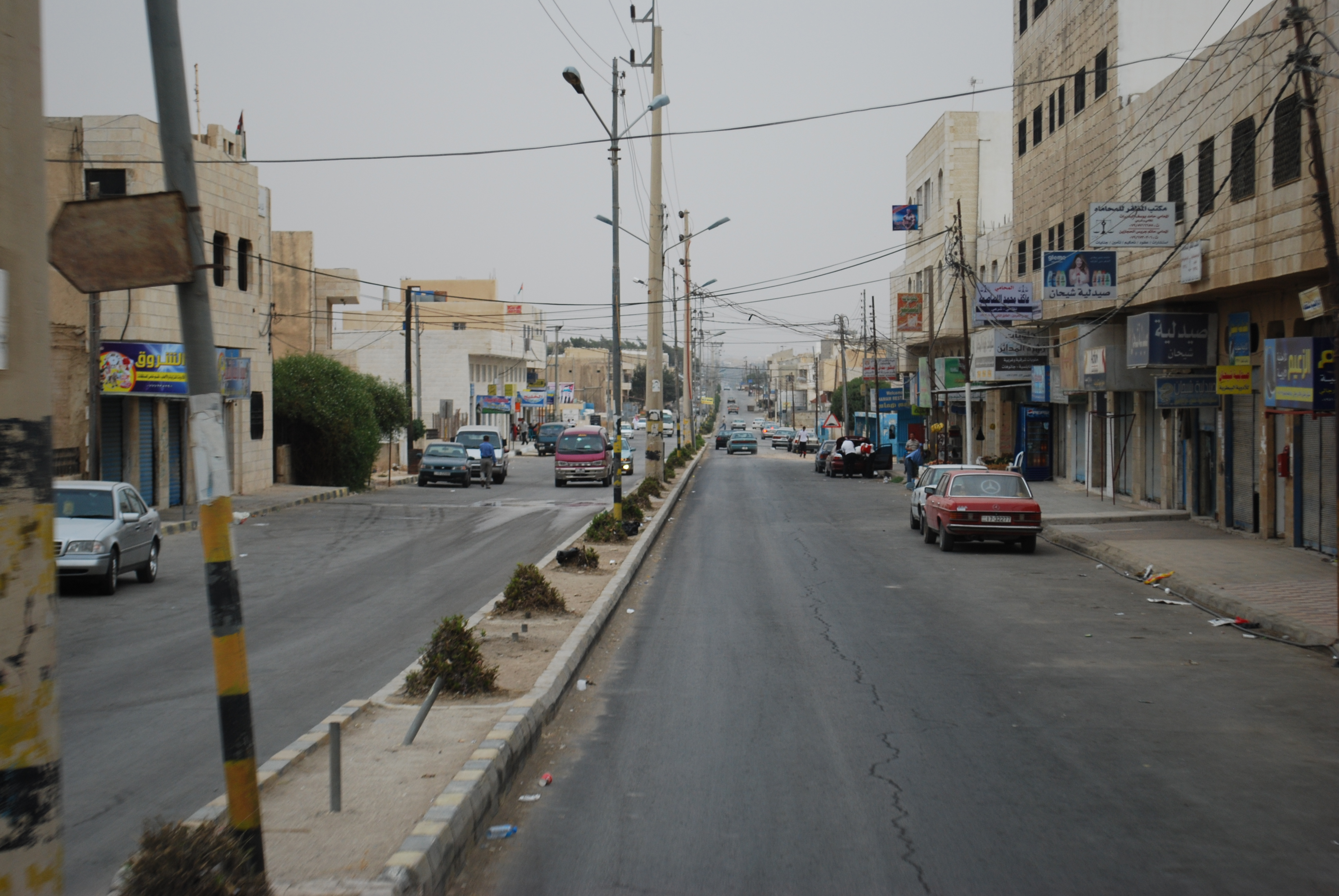
شارع في الكرك

وقد ذكر شهود عيان إن المقاتلين كانوا ملثمين ويحملون بنادق كلاشنكوف وكيسا يعتقد أن في داخله ذخيرة، حيث حاولوا اقتحام المركز الأمني في مدينة الكرك، وأطلقوا وابلا من النيران باتجاه أفراد الأمن العام بداخله وخارجه، قبل أن يلوذوا بالفرار ويتحصنوا لاحقا داخل قلعة الكرك الواقعة في الحي الجنوبي من مدينة الكرك الأردنية.
بادر 3 ملثمين بإطلاق العيارات النارية على مركز الأمن، وأصابوا 5 من أفراد الشرطة قبل أن يلوذوا بالفرار إلى القلعة، واستمر تبادل إطلاق النار حتى بعد فرارهم إلى القلعة التي تحصنوا فيها، ومنها بدأوا بتوجيه رصاصهم باتجاه الشرطة والمواطنين المتجمهرين حول القلعة كانت أغلب الإصابات بين المدنيين في البطن والأقدام.

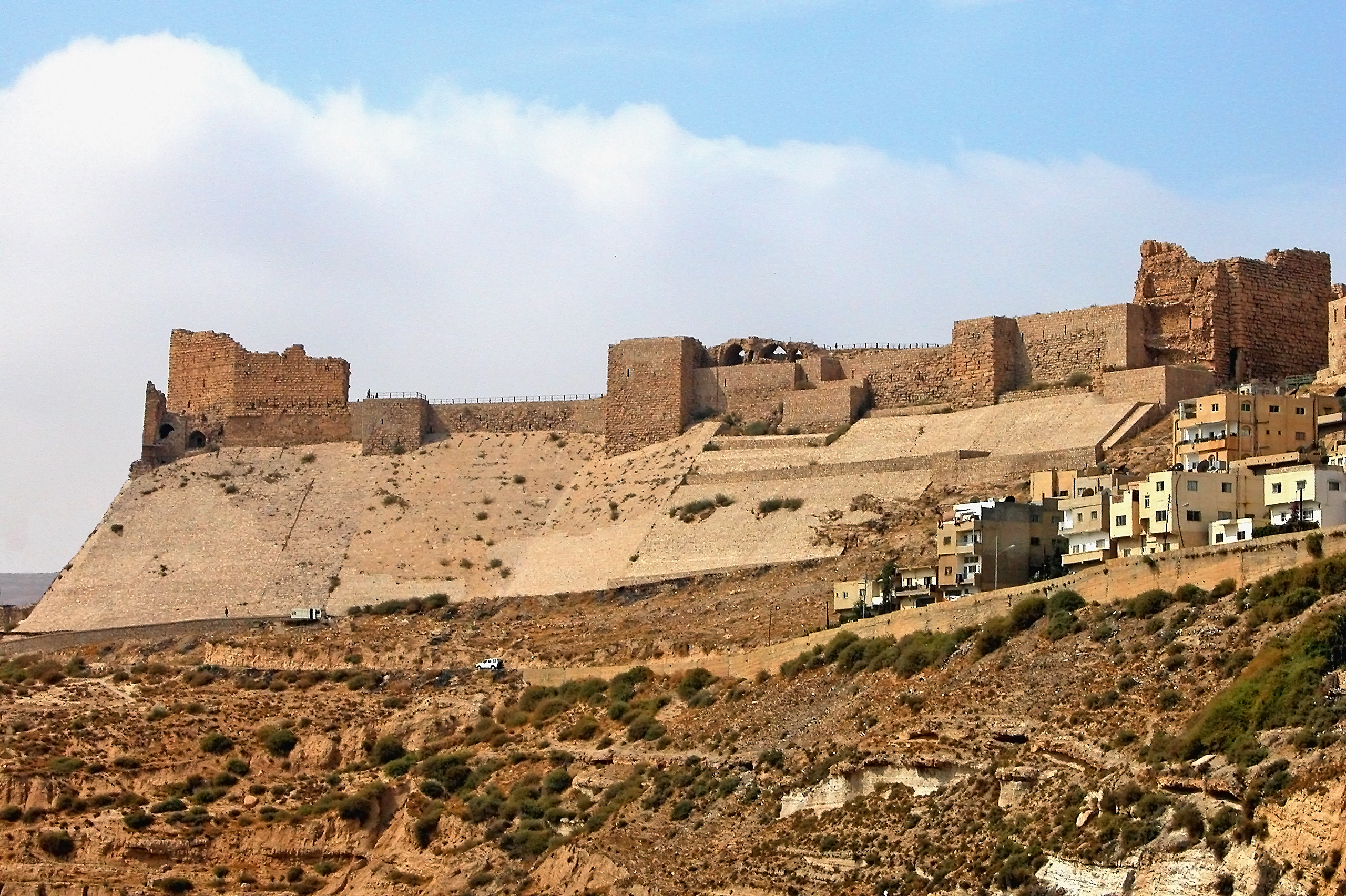
قلعة الكرك في الأردن مسرح الأحداث

## نتائج العملية
تم التعرف على أسماء الأربعة الذين أجهزت عليهم القوات الأمنية في اشتباك مسلح داخل قلعة الكرك وهم: محمد يوسف تركي القراونة، محمد صالح الخطيب، عاصم أبو رمان، حازم أبو رمان. وأظهرت المعلومات أن المهاجمين الأربعة، كانوا قد اعتقلوا في أوقات سابقة لدى الأجهزة الأمنية لارتباطهم بجماعات إرهابية، وتم الإفراج عنهم لاحقا.
انتهت العملية بمقتل 10 أشخاص (4 من المسلحين و4 من رجال الأمن العام و3 من قوات الدرك ومواطنين اثنين وسائحة كندية)، فيما أصيب 11 من مرتبات الأمن العام و4 من مرتبات الدرك و17 مواطنا وشخصان من جنسيات أجنبية بجروح متفاوتة.
|         | الوفيات | الإصابات |
| ------- | ------- | -------- |
| الأردن  | 13      | 42       |
| كندا    | 1       | 1        |
| ماليزيا | 0       | 2        |
| المجموع | 14      | 45       |

## ردود الفعل

### المحلية
- الأردن: قال ملك الأردن عبد الله الثاني إن المملكة قادرة على القضاء على الإرهاب.[1]
- ولي العهد الأردني: لن يسلب الإرهاب أعيادنا ولن يمزق المخربون نسيج الوحدة والمحبة في  أردننا.

### الدولية
- السعودية: عبر مصدر مسؤول بوزارة الخارجية عن إدانة السعودية، وبأشد العبارات، الهجوم الذي شهدته محافظة الكرك الأردنية، وما أسفر عنه من مقتل عدد من رجال الأمن ومدنيين وسائحة، إضافة إلى وقوع عدد من الإصابات.[10]
- الولايات المتحدة: أدانت الولايات المتحدة الأمريكية الهجوم الإرهابي الذي وقع في مدينة الكرك، واعلنت وقوفها متضامنة مع الحكومة الأردنية وقواتها الأمنية والشعب الأردني.
- كندا: أدانت وزارة الخارجية الكندية الحادث الإرهابي وأعرب المتحدث باسم الخارجية الكندية «جون بابكوك» عن خالص تعازي الحكومة الكندية ولعائلة وأصدقاء المواطنة الكندية التي لقيت مصرعها في الحادث.
- البحرين: أدانت مملكة البحرين بشدة حادث إطلاق النار الإرهابي وقالت انها تدعم الأردن في محنتها لمكافحة الإرهاب.
- فلسطين قالت فلسطين إن ما حدث في جنوب الأردن هو عمل ارهابي غاشم، وتدعمها لمقاومة قوى الشر والظلام.
- الكويت: أعربت دولة الكويت عن إدانتها واستنكارها لحادث إطلاق النار وأكد مسؤول في وزارة الخارجية الكويتية وقوف دولة الكويت إلى جانب الأردن وتأييدها في كافة الإجراءات التي تتخذها للحفاظ على أمنها واستقرارها.
- الإمارات العربية المتحدة: أدانت دولة الإمارات العربية المتحدة بشدة حادث إطلاق النار وعبرت عن تضامن دولة الإمارات مع الأردن في مواجهة هذه الأعمال الإرهابية الغادرة.
- البحرين: قالت البحرين انها تدعم الأردن في محنتها لمكافحة الإرهاب
- إسبانيا: جلالة الملك فيليب السادس، ملك إسبانيا، أعرب فيها عن تعازيه لجلالته والشعب الأردني بالشهداء الذين قضوا جرّاء العمل الإرهابي الجبان في مدينة الكرك.[11]
- مصر: أدانت مصر الهجمات الإرهابية التي نفذها مسلحون اليوم على مراكز أمنية في مدينة الكرك جنوبى الأردن، وأسفرت عن سقوط عدد من القتلى والمصابين، معربة عن خالص التعازى ومواساتها -حكومةً وشعبًا- للمملكة الأردنية الشقيقة ولأسر وذوى ضحايا الهجوم الإرهابى الغاشم وخالص التمنيات بالشفاء العاجل للمصابين.[12]

## مقالات عن الهجوم
- ياسر الزعاترة، قال في تغريدة عبر حسابه على موقع التدوين المصغر «إكس»: «سواء كان المصابون في المركز الأمني في الكرك من العاملين فيه أو من المواطنين أو كانوا سياحا، فما جرى إجرام وقتل أعمى».[13]

- رأي القدس العربي: تكشف حادثة الهجوم المسلح على مدينة الكرك السياحية في الأردن ـ التي راح ضحيتها عشرة قتلى، بينهم 7 من رجال الأمن ـ عن دوافع إقليمية، تتصل بقسوة الأزمة السورية لاسيما حلب وما تركته من شعور بالعجز لدى الشعوب العربية وهنا يبدو التطرف نتيجة ورد فعل وجبت معالجته.[14]

- احمد حسن الزعبي: بين الكرك وبرلين المسافة صفر «جغرافياً قد تبلغ المسافة بين برلين والكرك أكثر من أربعة آلاف كيلومتر، لكنها قد تؤول إلى الصفر في ذهنية» الإرهاب«المعبأ بذخيرة القناعات.. فلا فرق بين كافر ومرتد إلا بطريقة القتل وآلية التنفيذ..»[15]
- ماهر عثمان صحيفة الرأي الأردنية: من الكرك إلى انقرة وبرلين: خيط الإرهاب يربط بين الجرائم الثلاث " [16]

- هاشتاج «الحرب العالمية الثالثة» يتصدر (إكس): «الكرك» «أنقرة» و«برلين».. أوسمة تتصدر تويتر بعد ضربات الإرهاب[17]
- العربية: الأردن: أحبطنا عملية كبيرة كان مخططاً لها بالكرك[18]

## ردود فعل فنانين وشعراء عرب
1. هشام الجخ يلغي حفله بالأردن بعد حادث الكرك. وقال في تدوينة له «خالص العزاء لأهلنا في الأردن، أسفنا على ما حدث في الكرك بالأردن كأسفنا على ما حدث في مصر منذ أيام».
2. الكاتب التونسي سمير حجاوي، قال في تدوينة عبر حسابه على موقع التواصل الاجتماعي «فيس بوك»: «الهجوم المسلح في الكرك محاولة لتفجير آخر منطقة مستقرة نسبيًا في بلاد الشام».
3. الفنان التونسي لطفي بوشناق: قال قصيدة في برنامج المنشد على قناة الشارقة يتغنى بأهل الكرك:
يالكرك احنا لحدودك حرس طول مافينا نفس
واحنا بالمرصاد ليهم مهما يصطادوا الفرص
أيد وحده وكلمة وحدة ونبرة واحدة بنفس الصوت
إلى يهدد أمن بلادي يعني واصل خط الموت 
وأرض بلادي أغلى من نفسي وأولادي 
وأحنا بأوجاعك نحس طول مافينا نفس
4. الفنانة احلام الاماراتية: عظم الله اجركم يا النشامى.. واللهم أحفظ الأردن ملكا  وشعبا” .